# Caigui qui caigui, em caso
Caigui qui caigui, em caso (títol original: Fallait pas !.. ) és una pel·lícula francesa de 1996 dirigida per Gérard Jugnot. Ha estat doblada al català.

## Argument
DRH d'empresa, Bernard Leroy torna d'un « Team building » organitzat per la seva empresa, i ha d'anar a la casa de la seva futura família, on els seus pares, sogres i promesa l'esperen: el seu matrimoni tindrà lloc l'endemà. Però un accident de cotxe en una carretera de muntanya l'obliga a demanar de l'ajuda a un xalet, que resulta ser el refugi d'una secta el guru de la qual, Magic, s'afanya en eliminar-ne els membres.

## Repartiment
- Gérard Jugnot: Bernard Leroy
- François Morel: Sébastien Coulibœuf
- Michèle Laroque: Constance
- Martin Lamotte: Aimé Solomuka
- Jean Yanne: Magic
- Micheline Presle: La "mare" de Bernard
- Claude Piéplu: El "pare" de Bernard
- Sophie Desmarets: La mare de Constance
- Jacques Jouanneau: El pare de Constance
- Thierry Lhermitte: Doctor Simpson
- Annie Grégorio: Thérèse
- Marine Mazéas: Gwenaëlle
- Bruno Slagmulder: El germà de Constance
- Maurice Illouz: Un gendarme
- Bonnafet Tarbouriech: Un gendarme
- Philippe Sturbelle: Un gendarme
- Éric Prat: Un gendarme
- Jean-François Chaintron: El cap de Bernard
- Hubert Saint-Macary: Un col·lega de Bernard
- Philippe Béglia: El gerent de l'hotel
- Pascal Elbé: L'empleat de l'estació de servei
- Pierre Chevallier: El conductor del bus
- David Douillet: Tcherno, un esbirro del Dr. Simpson

## Al voltant de la pel·lícula
- El film està inspirat en successos lligats a les sectes als anys 1990. Els suïcidis col·lectius del Temple Solar primer, però també les construccions capritxoses del Mandarom, que el film parodia a diverses escenes.
- La cançó dels crèdits del final, Caigui qui caigui, em caso, és interpretada pel cantant francès Renaud. Es pot igualment destacar la presència a la bateria de Manu Katché
- Aquest film posa en escena un cotxe Tatra 603,[3] rar i desconegut, que acaba desgraciadament cremat.
- Philippe Etchebest fa una breu aparició: fa el paper del carnisser pels tràfics d'òrgans del Dr. Simpson.
- Pascal Elbé té aquí el seu primer paper al cinema: fa el paper del caixer de la gasolinera.
- David Douillet té el paper d'un assassí al servei del Dr. Simpson.
- El rodatge s'ha desenvolupat a la primavera 1996 a l'Isèra i a la Savoie a la Val d'Isèra, Villaroger, Sainte-Foy-Tarentaise, el Fort de Aiton, el Fort Barraux, a Montmélian, Challes-les-Eaux, Saint-Alban-Leysse i al Castell del Touvet.